# Verdienstmedaille (Hannover)
Die Verdienstmedaille wurde 1831 von König Wilhelm IV. von Hannover in zwei Klassen gestiftet und konnte an alle Personen für Verdienste um das Vaterland verliehen werden.
Die aus Gold oder Silber bestehende runde Medaille zeigt den nach links gewandten Kopf des Stifters mit der Umschrift WILHELM IV. KÖNIG 1831. Rückseitig innerhalb eines unten zusammengebundenen Lorbeerkranzes die dreizeilige Inschrift VERDIENST UMS VATERLAND.
Auf den Rand der Medaille war der Name und der Charakter des so geehrten Inhabers eingraviert.
Getragen wurde die Auszeichnung an dem hellblauen Band des Guelphen-Ordens auf der linken Brust.